# George Nugent (1er baronnet)
George Nugent (10 juin 1757 - 11 mars 1849) est un officier de l'armée britannique. Après avoir servi en tant qu'officier subalterne pendant la Guerre d'indépendance des États-Unis, il combat avec les Coldstream Guards sous le duc d'York pendant la campagne de Flandre. Il commande ensuite les Volontaires du Buckinghamshire dans les actions de St. Andria et Thuyl sur la rivière Waal et participe à la retraite désastreuse du Rhin. Il est ensuite commandant du district nord de l'Irlande, puis est devenu Adjudant-général en Irlande. Il est ensuite gouverneur de la Jamaïque, commandant du district occidental en Angleterre, commandant du district de Kent en Angleterre et enfin commandant en chef de l'Inde.

## Carrière militaire

### Début de carrière
Il est le fils illégitime du lieutenant-colonel l'hon. Edmund Nugent (qui est le fils unique de Robert Nugent (1er comte Nugent)) et d'une Mme Fennings, il fait ses études à la Charterhouse School et à la Royal Military Academy de Woolwich .
Il est commissionné comme enseigne dans le 39e régiment d'infanterie le 5 juillet 1773 et envoyé à Gibraltar . Il est transféré au 7e régiment de fantassins à New York avec promotion au grade de lieutenant en septembre 1777 et participe à la bataille des forts Clinton et Montgomery en octobre 1777, puis prend part à la campagne de Philadelphie pendant la Guerre d'indépendance des États-Unis. Il continue à servir en Amérique du Nord et est devenu capitaine du 57e régiment d'infanterie le 28 avril 1778 et major dans le même régiment le 3 mai 1782.

### Flandre et Irlande
Promu lieutenant-colonel en septembre 1783, Nugent est nommé commandant du 97e régiment d'infanterie et rentre en Angleterre, mais dans les réductions des effectifs d'après-guerre, le régiment est dissous et il devient commandant du Somerset Light Infantry en 1787 . Il est devenu aide de camp de son beau-frère, le marquis de Buckingham, qui est Lord lieutenant d'Irlande en novembre 1787. Au départ de Buckingham d'Irlande, Nugent est devenu commandant des 4th Royal Irish Dragoon Guards en 1789. Il est élu député de Buckingham en 1790. Il échange son poste dans les Coldstream Guards pour celui de commandant de compagnie en octobre 1790 et sert au siège de Valenciennes en mai 1793, à la bataille de Lincelles en août 1793 et au siège de Dunkerque également en août 1793 sous le duc d'York pendant la Campagne de Flandre.

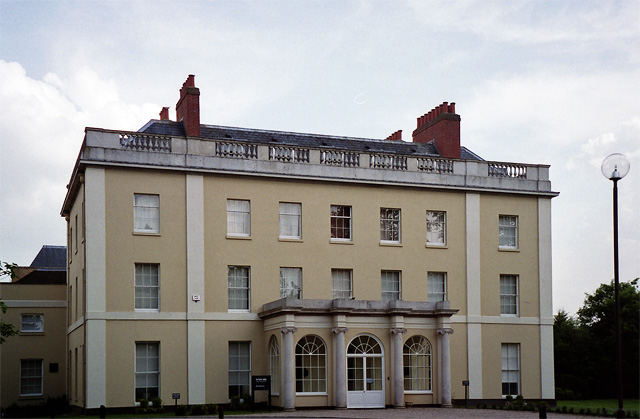
Westhorpe House où Nugent a vécu pendant plus de 40 ans

Le War Office rappelle Nugent pour superviser la levée des Buckinghamshire Volunteers en mars 1794. Il commande le régiment sous Ralph Abercromby dans les actions de St. Andria et Thuyl sur la rivière Waal et a participé à la retraite désastreuse du Rhin . Promu général de division le 1er mai 1796, il devient capitaine du château de St Mawes le 5 novembre 1796 et occupe ce poste jusqu'à sa mort. Il est ensuite commandant du district nord de l'Irlande en 1798, poste dans lequel il joue un rôle important dans l'apaisement des habitants de Belfast pendant la rébellion irlandaise cette année-là, et est devenu adjudant-général en Irlande en août 1799. Il est député de Charleville à la dernière Chambre des communes irlandaise avant les Actes de l'Union 1800 .

### Fin de carrière
Nugent est devenu gouverneur de la Jamaïque en avril 1801 avec promotion au grade de lieutenant-général local le 29 mai 1802. En y servant, il renforce le fort que l'agent esclavagiste espagnol en Jamaïque, James Castillo, avait construit en 1709 à Harbour View. Baptisé Fort Nugent, le fort garde l'entrée est du port de Kingston, bien qu'il n'en reste plus qu'une tour Martello qui a été ajoutée après le départ de Nugent . Promu au grade de lieutenant-général le 25 septembre 1803, Nugent retourne en Angleterre en février 1806 et devient commandant du Western District en Angleterre en août 1806 . Il est élu député d'Aylesbury le 3 novembre 1806 et est créé baronnet de Waddesdon dans le comté de Buckinghamshire le 11 novembre 1806. Il achète Westhorpe House dans le Buckinghamshire en octobre 1808 et est devenu commandant du district de Kent en Angleterre en juillet 1809.
Nugent démissionne de son siège au Parlement pour devenir commandant en chef de l'Inde en janvier 1811 et, ayant été nommé chevalier de l'Ordre du Bain le 1er février 1813 et promu général à part entière le 4 juin 1813, il est remplacé comme commandant en chef par Lord Moira en octobre 1813 . Nugent est relégué au poste de commandant de l'armée du Bengale, mais choisit plutôt de retourner en Angleterre en octobre 1814 . À son retour, il critique vivement Lord Moira qui, à son tour, s'est plaint au prince régent du comportement hostile de Nugent . Il est nommé grand-croix de l'Ordre du Bain le 2 janvier 1815 et, après avoir été élu député de Buckingham à nouveau en juillet 1818, il reçoit un DCL honorifique de l'Université d'Oxford en 1819. Il prend finalement sa retraite du Parlement en 1832.
Nugent est colonel honoraire du 85e (Bucks Volunteers) régiment d'infanterie, puis colonel honoraire du 62e régiment d'infanterie et plus tard colonel honoraire du 6e régiment d'infanterie. Promu maréchal le 9 novembre 1846, il meurt à Westhorpe House le 11 mars 1849 et est enterré à l'église Saint-Jean-Baptiste de Little Marlow .

## Famille
Nugent épouse Maria Skinner, une fille de Cortlandt Skinner, le procureur général du New Jersey et un descendant de la famille Schuyler et de la famille Van Cortlandt de l'Amérique du Nord britannique  à Belfast le 16 novembre 1797. Ils ont trois fils et deux filles . Lady Nugent a écrit un journal de ses expériences en Jamaïque publié pour la première fois en 1907 .